# Callechelys
Callechelys es un género de peces anguiliformes de la familia Ophichthidae.

## Especies
Se reconocen las siguientes especies:
- Callechelys bilinearis
- Callechelys bitaeniata
- Callechelys catostoma
- Callechelys cliffi
- Callechelys eristigma
- Callechelys galapagensis
- Callechelys guineensis
- Callechelys leucoptera
- Callechelys lutea
- Callechelys marmorata
- Callechelys muraena
- Callechelys papulosa
- Callechelys randalli
- Callechelys springeri